# Virgilio Noè
Virgilio Noè, italijanski rimskokatoliški duhovnik, škof in kardinal, * 30. marec 1922, Zelata di Bereguardo, † 24. julij 2011, Rim.

## Življenjepis
1. oktobra 1944 je prejel duhovniško posvečenje.
30. januarja 1982 je bil imenovan za uradnika Kongregacije za zakramente in bogoslužje in za naslovnega nadškofa Voncarie; škofovsko posvečenje je prejel 6. marca istega leta.
24. maja 1989 je postal predsednik znotraj Rimske kurije.
28. junija 1991 je bil povzdignjen v kardinala in imenovan za kardinal-diakona S. Giovanni Bosco in via Tuscolana.
1. julija 1991 je bil imenovan za predsednika Fabrike sv. Petra.
26. februarja 2002 je bil imenovan za kardinal-duhovnika Regina Apostolorum in 24. aprila istega leta se je upokojil kot predsednik Fabrike sv. Petra.